# Маллинс, Джефф
Джеффри Винсент «Джефф» Маллинс (англ. Jeffrey Vincent "Jeff" Mullins; родился 18 марта 1942, Астория, Куинс, Нью-Йорк, США) — американский профессиональный баскетболист и тренер.

## Ранние годы
Джефф Маллинс родился в Куинсе, самом большом по территории боро Нью-Йорка, учился в Лексингтонской школе Лафайетт (штат Кентукки), в которой играл за местную баскетбольную команду.

## Студенческая карьера
В 1964 году окончил Университет Дьюка, где в течение трёх лет играл за баскетбольную команду «Дьюк Блю Девилз», в которой провёл успешную карьеру. При Маллинсе «Блю Девилз» два раза выигрывали регулярный чемпионат конференции Атлантического Побережья (1963—1964), два раза — турнир конференции Атлантического Побережья (1963—1964), а также два раза выходили в плей-офф студенческого чемпионата США (1963—1964).
В 1963 году «Блю Девилз» вышли в финал четырёх турнира NCAA (англ. Final Four), где 22 марта проиграли будущему победителю турнира команде Джерри Харкнесса и Леса Хантера «Лойола Рамблерс» со счётом 75—94, в котором Маллинс стал вторым по результативности игроком своей команды после Арта Хеймана, набрав 21 очко и сделав 9 подборов. В следующем сезоне «Блю Девилз» повторно вышли в финал четырёх турнира NCAA, где уже в финальном матче, 21 марта, проиграли команде Гейла Гудрича и Уолта Хаззарда «УКЛА Брюинз» со счётом 83—98, в котором Джефф стал лучшим игроком своей команды, набрав 22 очка и сделав 4 подбора и 1 передачу.
За свою студенческую карьеру Джефф Маллинс набрал 1884 очка и сделал 776 подборов. В 1964 году Джефф Маллинс признавался баскетболистом и спортсменом года среди студентов конференции Атлантического Побережья, а также включался во 2-ю всеамериканскую сборную NCAA.
В 2002 году к пятидесятилетнему юбилею конференции Атлантического Побережья Маллинс был включён в символическую сборную, в которую вошли пятьдесят величайших игроков за всю историю ACC. В 1994 году свитер с номером 44, под которым выступал Маллинс, был закреплён за ним и выведен из употребления.

## Карьера в НБА
Играл на позиции атакующего защитника и лёгкого форварда. В 1964 году был выбран на драфте НБА под 5-м номером командой «Сент-Луис Хокс». Позже выступал за команду «Сан-Франциско/Голден Стэйт Уорриорз». Всего в НБА провёл 12 сезонов. В сезоне 1974/1975 годов Маллинс стал чемпионом НБА в составе «Уорриорз». Три года подряд принимал участие в матче всех звёзд НБА (1969—1971). Всего за карьеру в НБА сыграл 804 игры, в которых набрал 13 017 очков (в среднем 16,2 за игру), сделал 3427 подборов, 3023 передачи, 140 перехватов и 37 блок-шотов.
В 1966 году Маллинс был выставлен своим клубом на драфт расширения НБА, на котором 1 мая был выбран под 13-м номером новообразованной командой «Чикаго Буллз», однако не провёл в её составе ни одного матча, так как 7 сентября он вместе с Джимом Кингом был обменян на Гая Роджерса в «Сан-Франциско Уорриорз», где провёл свои лучшие годы в НБА. Уже в дебютном сезоне в составе новой команды Джефф помог выиграть «Воинам» турнир Западной конференции, однако в финальном матче «Уорриорз» проиграли клубу Уилта Чемберлена «Филадельфия-76» со счётом 2—4. Самым лучшим в его карьере стал сезон 1968/1969 годов, в котором он сыграл в 78 играх, набирая в среднем за матч 22,8 очка и делая 5,9 подбора и 4,3 передачи.

## Карьера в сборной США
В 1964 году Джефф Маллинс стал в составе сборной США олимпийским чемпионом летних Олимпийских игр в Токио, обыграв в финальном матче сборную СССР со счётом 73—59.

## Тренерская карьера
После завершения профессиональной карьеры игрока, Маллинс устроился на должность главного тренера в студенческую команду «Шарлотт-49», на которой проработал на протяжении 11 сезонов (1985—1996). За это время «49-е» выиграли 182 матча, тем самым установив рекорд по победам под руководством одного тренера, который был превзойдён Бобби Лутцом в 2008 году, бывшим ассистентом Маллинса, тренировавшим команду в 1998—2010 годах (218 побед). Во время тренерской карьеры Маллинса «Шарлотт-49» выступали в трёх разных конференциях: Sun Belt (1985—1991), Metro (1991—1995) и США (1995—1996).

## Статистика

### Статистика в НБА
| Сезон                                                                                    | Команда        | Регулярный сезон | Регулярный сезон | Регулярный сезон | Регулярный сезон | Регулярный сезон | Регулярный сезон | Регулярный сезон | Регулярный сезон | Регулярный сезон | Регулярный сезон | Регулярный сезон | Серия плей-офф | Серия плей-офф | Серия плей-офф | Серия плей-офф | Серия плей-офф | Серия плей-офф | Серия плей-офф | Серия плей-офф | Серия плей-офф | Серия плей-офф | Серия плей-офф |
| Сезон                                                                                    | Команда        | GP               | GS               | MPG              | FG%              | 3P%              | FT%              | RPG              | APG              | SPG              | BPG              | PPG              | GP             | GS             | MPG            | FG%            | 3P%            | FT%            | RPG            | APG            | SPG            | BPG            | PPG            |
| ---------------------------------------------------------------------------------------- | -------------- | ---------------- | ---------------- | ---------------- | ---------------- | ---------------- | ---------------- | ---------------- | ---------------- | ---------------- | ---------------- | ---------------- | -------------- | -------------- | -------------- | -------------- | -------------- | -------------- | -------------- | -------------- | -------------- | -------------- | -------------- |
| 1964/65                                                                                  | Сент-Луис Хокс | 44               |                  | 11,2             | 41,6             |                  | 67,2             | 2,3              | 1,0              |                  |                  | 4,9              | 2              |                | 5,5            | 50,0           |                | -              | 3,0            | 0,5            |                |                | 4,0            |
| 1965/66                                                                                  | Сент-Луис Хокс | 44               |                  | 13,3             | 38,2             |                  | 80,6             | 1,6              | 1,5              |                  |                  | 5,8              | 4              |                | 3,3            | 11,1           |                | 50,0           | 1,0            | 0,0            |                |                | 0,8            |
| 1966/67                                                                                  | Сан-Франциско  | 77               |                  | 23,8             | 45,8             |                  | 70,1             | 5,0              | 2,9              |                  |                  | 12,9             | 15             |                | 33,2           | 45,0           |                | 79,7           | 6,1            | 3,9            |                |                | 17,7           |
| 1967/68                                                                                  | Сан-Франциско  | 79               |                  | 35,5             | 43,9             |                  | 79,4             | 5,7              | 4,4              |                  |                  | 18,9             | 10             |                | 39,0           | 52,1           |                | 72,1           | 4,4            | 4,9            |                |                | 25,1           |
| 1968/69                                                                                  | Сан-Франциско  | 78               |                  | 37,4             | 45,9             |                  | 84,3             | 5,9              | 4,3              |                  |                  | 22,8             | 6              |                | 30,0           | 40,6           |                | 72,7           | 3,0            | 3,8            |                |                | 14,3           |
| 1969/70                                                                                  | Сан-Франциско  | 74               |                  | 38,7             | 46,0             |                  | 84,7             | 5,2              | 4,9              |                  |                  | 22,1             | Не участвовал  | Не участвовал  | Не участвовал  | Не участвовал  | Не участвовал  | Не участвовал  | Не участвовал  | Не участвовал  | Не участвовал  | Не участвовал  | Не участвовал  |
| 1970/71                                                                                  | Сан-Франциско  | 75               |                  | 38,8             | 48,2             |                  | 84,4             | 4,5              | 4,4              |                  |                  | 20,8             | 5              |                | 41,0           | 35,3           |                | 88,0           | 6,4            | 4,8            |                |                | 16,4           |
| 1971/72                                                                                  | Голден Стэйт   | 80               |                  | 40,2             | 46,7             |                  | 79,4             | 5,6              | 5,9              |                  |                  | 21,5             | 5              |                | 40,6           | 43,1           |                | 92,3           | 4,8            | 5,8            |                |                | 14,8           |
| 1972/73                                                                                  | Голден Стэйт   | 81               |                  | 37,1             | 49,3             |                  | 83,1             | 4,5              | 4,2              |                  |                  | 17,8             | 11             |                | 37,2           | 42,9           |                | 72,4           | 4,2            | 3,9            |                |                | 15,0           |
| 1973/74                                                                                  | Голден Стэйт   | 77               |                  | 32,4             | 47,3             |                  | 87,5             | 3,6              | 4,0              | 0,9              | 0,3              | 16,2             | Не участвовал  | Не участвовал  | Не участвовал  | Не участвовал  | Не участвовал  | Не участвовал  | Не участвовал  | Не участвовал  | Не участвовал  | Не участвовал  | Не участвовал  |
| 1974/75                                                                                  | Голден Стэйт   | 66               |                  | 17,3             | 45,5             |                  | 81,6             | 1,9              | 2,3              | 0,9              | 0,2              | 8,2              | 17             |                | 18,4           | 48,8           |                | 58,1           | 2,1            | 1,7            | 0,6            | 0,1            | 8,1            |
| 1975/76                                                                                  | Голден Стэйт   | 29               |                  | 10,7             | 48,3             |                  | 79,3             | 1,1              | 1,3              | 0,5              | 0,0              | 4,8              | 8              |                | 4,1            | 37,5           |                | -              | 0,5            | 0,4            | 0,3            | 0,1            | 1,5            |
|                                                                                          | Всего          | 804              |                  | 30,6             | 46,3             |                  | 81,4             | 4,3              | 3,8              | 0,8              | 0,2              | 16,2             | 83             |                | 27,2           | 44,9           |                | 75,1           | 3,7            | 3,1            | 0,5            | 0,1            | 13,1           |
| Наведите курсор мыши на аббревиатуры в заголовке таблицы, чтобы прочесть их расшифровку. |                |                  |                  |                  |                  |                  |                  |                  |                  |                  |                  |                  |                |                |                |                |                |                |                |                |                |                |                |